# Boreus nivoriundus
Boreus nivoriundus är en näbbsländeart som beskrevs av Fitch 1847. Boreus nivoriundus ingår i släktet Boreus och familjen snösländor. Inga underarter finns listade i Catalogue of Life.